# Discografie van Bloc Party
Een overzicht van albums en singles van de band Bloc Party.

## Discografie

### Albums
| Silent Alarm |
| 14 februari 2005 |
| 1. Like Eating Glass 2. Helicopter 3. Positive Tension 4. Banquet 5. Blue Light 6. She's Hearing Voices 7. This Modern Love 8. The Pioneers 9. Price of Gasoline 10. So Here We Are 11. Luno 12. Plans 13. Compliments 14. Little Thoughts¹ 15. Two More Years¹ |

¹ "Little Thoughts" en "Two More Years" staan alleen op de in heruitgave van 17 oktober 2005.
| A Weekend in the City |
| 5 februari 2007 |
| 1. Songs for Clay (Disappear Here) 2. Hunting For Witches 3. Waiting for the 7.18 4. The Prayer 5. Uniform 6. On 7. Where is Home? 8. Kreuzberg 9. I Still Remember 10. Sunday 11. SRXT |

| Intimacy |
| 28 september 2008 |
| 1. Ares 2. Mercury 3. Halo 4. Biko 5. Trojan Horse 6. Sings 7. One Month Off 8. Zephyrus 9. Talons 10. Better Than Heaven 11. Ion Square 12. Letter to My Son 13. Your Visits Are Getting Shorter |

### Remix Albums
| Silent Alarm Remixed | |
| 29 augustus 2005 | |
| 1. Like Eating Glass (Ladytron Zapatista mix) 2. Helicopter (Whitey Version) 3. Positive Tension (Blackbox Remix) 4. Banquet (Phones Disco Edit) 5. Blue Light (Engineers 'Anti-Gravity' Mix) 6. She's Hearing Voices (Erol Alkan's Calling Your Dub) 7. This Modern Love (Dave P. and Adam Sparkle's Making Time remix) 8. The Pioneers (M83 Remix) 9. Price of Gasoline (Automato Remix) 10. So Here We Are (Four Tet Remix) 11. Luno (Bloc Party Vs. Death from Above 1979) 12. Plans (Replanned by Mogwai) 13. Compliments (Shibuyaka remix by Nick Zinner) / Tulips (Minotaur Shock mix) | Bonus Cd 1. Storm and Stress 2. Always New Dephts 3. Skeleton 4. Plans (acoustic) 5. Storm and Stress (acoustic) |

| Flux: The Remixes |
| 21 mei 2008 |
| 1. Flux (extended 12" mix)' 2. The Prayer (Phones Metal Jackin' mix) 3. Hunting for Witches (Fury666 remix) 4. Flux (JFK remix) 5. I Still Remember (Sebastian remix) 6. Uniform (James Rutledge remix) 7. Where Is Home? (Burial remix) 8. Flux (Metal on Metal remake) 9. On (Principal Participant 'Legs' mix) 10. The Prayer (Does It Offend You, Yeah? remix) 11. Flux (Good Books Magnetism mix) 12. I Still Remember (Music Box and Tears mix) 13. Flux |

| Intimacy Remixed |
| 11 mei 2009 |
| 1. Ares (Villains Remix) 2. Mercury (Hervé Is in Disarray remix) 3. Halo (We Have Band dub) 4. Biko (Mogwai remix) 5. Trojan Horse (John B remix) 6. Sings (Armand Van Helden remix) 7. One Month Off (Filthy Dukes remix) 8. Zephyrus (Phase One remix) 9. Talons (Phones R.I.P mix) 10. Better Than Heaven (No Age remix) 11. Ion Square (Banjo or Freakout remix) 12. Letter to My Son (Gold Panda remix) 13. Your Visits Are Getting Shorter (Double D remix) |

### Compilaties
| 2004-2005 |
| 20 december 2005 |
| 1. Always New Depths 2. Storm and Stress 3. Skeleton 4. The Marshals Are Dead (Epworth version) 5. Staying Fat 6. Pioneers (Bloc Party vs. Mystery Jets) 7. Tulips 8. The Answer (live at SXSW) 9. Little Thoughts 10. Like Eating Glass (Black Strobe remix) 11. Banquet (Cornelius remix) 12. Hero 13. Helicopter (Weird Science remix) (feat. Peaches) |

| Christmas in the City |
| 25 december 2007 |
| 1. The Once and Future King 2. Hunting for Witches (Black Smoke Rising/Coomasaru mix) 3. I Still Remember (acoustic live) 4. Rhododendrons 5. Secrets 6. Atonement 7. Emma Kate's Accident 8. Cain Said to Abel 9. Flux (Siony's Lightning remix) 10. On (Full Story remix) 11. Selfish Son 12. Sunday (acoustic live) 13. Version 2.0 14. Vision of Heaven 15. Flux (Rev Terry's Drone on You Flux-uating Diamond mix) |

### Live Albums
| Live at Reading |
| 15 november 2005 |
| 1. Like Eating Glass 2. Positive Tension 3. Banquet 4. Blue Light 5. She's Hearing voices 6. This Modern Love 7. Two More Years 8. Luno 9. Little Thoughts 10. Helicopter 11. So Here We Are 12. The Pioneers 13. The Answer |

### Singles
- 16-02-2004 - She's Hearing Voices
- 03-05-2004 - Banquet / Staying Fat
- 12-07-2004 - Little Thoughts
- 25-10-2004 - Helicopter
- 25-01-2005 - Tulips
- 31-01-2005 - So Here We Are
- 25-04-2005 - Banquet
- 18-07-2005 - The Pioneers
- 03-10-2005 - Two More Years
- 29-01-2007 - The Prayer
- 09-04-2007 - I Still Remember
- 09-07-2007 - Hunting For Witches
- 12-11-2007 - Flux
- 11-08-2008 - Mercury
- 20-10-2008 - Talons
- 26-01-2009 - One Month Off
- 10-08-2009 - One More Chance

#### Ep's
- 14-09-2004 · Bloc Party

Banquet / Staying Fat / She's Hearing Voices / The Marshals Are Dead / The Answer / Banquet (Phones Disco edit)
- 01-12-2004 · Little Thoughts EP

Little Thoughts / Tulips / Storm and Stress / Helicopter / Skeleton / Tulips (Minotaur Shock remix)
- 2005 · So Here We Are / Positive Tension

So Here We Are / Positive Tension / The Marshals Are Dead / So Here We Are (Four Tet remix) / Always New Depths
- 04-05-2005 · Banquet

Banquet /  Banquet (another version by The Glimmers) / Banquet (EP version) / Banquet (Phones Disco edit) / Banquet (Cornelius remix)
- 26-10-2005 · Two More Years EP

Two More Years / Two More Years (edit) / Banquet (The Streets mix) / Hero

### Andere Optredens
- Bloc Party draagt één nummer bij aan de compilatie cd Help!: A Day in the Life, genaamd "The Present". De volledige winst van deze cd ging naar War Child.

## Hitlijsten

### Albums
| Album met eventuele hitnotering(en) in de Nederlandse Album Top 100 | Datum van verschijnen | Datum van binnenkomst | Hoogste positie | Aantal weken | Opmerkingen |
| ------------------------------------------------------------------- | --------------------- | --------------------- | --------------- | ------------ | ----------- |
| Silent alarm                                                        | 2005                  | 19-02-2005            | 51              | 8            |             |
| A Weekend in the City                                               | 05-02-2007            | 10-02-2007            | 19              | 6            |             |
| Intimacy                                                            | 2008                  | 01-11-2008            | 35              | 3            |             |
| Four                                                                | 2012                  | 25-08-2012            | 21              | 1*           |             |

| Album met hitnotering(en) in de Vlaamse Ultratop 200 albums | Datum van verschijnen | Datum van binnenkomst | Hoogste positie | Aantal weken | Opmerkingen |
| ----------------------------------------------------------- | --------------------- | --------------------- | --------------- | ------------ | ----------- |
| Silent alarm                                                | 2005                  | 26-02-2005            | 14              | 33           |             |
| Silent alarm Remixed                                        | 2005                  | 10-09-2005            | 91              | 1            |             |
| A weekend in the city                                       | 2007                  | 10-02-2007            | 2               | 51           |             |
| Intimacy                                                    | 2008                  | 01-11-2008            | 2               | 23           |             |
| Intimacy - Remixed                                          | 2009                  | 23-05-2009            | 71              | 1*           |             |

### Singles
| Single met hitnotering(en) in de Vlaamse Ultratop 50 | Datum van verschijnen | Datum van binnenkomst | Hoogste positie | Aantal weken | Opmerkingen |
| ---------------------------------------------------- | --------------------- | --------------------- | --------------- | ------------ | ----------- |
| The prayer                                           | 2006                  | 10-02-2007            | tip4            | -            |             |
| I still remember                                     | 2007                  | 07-04-2007            | tip18           | -            |             |
| Hunting for witches                                  | 2007                  | 28-07-2007            | tip13           | -            |             |
| Flux                                                 | 2007                  | 08-12-2007            | 27              | 10           |             |
| Mercury                                              | 2008                  | 23-08-2008            | tip15           | -            |             |
| Talons                                               | 2008                  | 01-11-2008            | tip5            | -            |             |
| One month off                                        | 2008                  | 28-02-2009            | tip22           | -            |             |
| One More Chance                                      | 2009                  | 15-08-2009            | 13              | 7            |             |
| Octopus                                              | 2012                  | 21-07-2012            | tip9            | -            |             |
| Truth                                                | 2012                  | 20-10-2012            | tip35           | -            |             |
| V.A.L.I.S.                                           | 2013                  | 26-01-2013            | tip86*          |              |             |